# 岩手県道127号荒屋新町停車場線
岩手県道127号荒屋新町停車場線（いわてけんどう127ごう あらやしんまちていしゃじょうせん）は、岩手県八幡平市を通る一般県道である。

## 概要
荒屋新町駅から八幡平市荒屋新町に至る。

### 路線データ
- 実延長：97.3 m
- 起点：荒屋新町停車場（荒屋新町駅）
- 終点：八幡平市荒屋新町（国道282号交点）

## 地理

### 通過する自治体
- 八幡平市

### 交差する道路
- 国道282号（八幡平市荒屋新町）

### 沿線の施設
- JR東日本 荒屋新町駅